# Nationalpark Ifrane
Der Nationalpark Ifrane (arabisch المنتزه الوطني إفران, DMG al-muntazah al-waṭanī Ifrān, Zentralatlas-Tamazight ⴰⴼⵔⴰⴳ ⴰⵏⴰⵎⵓⵔ ⵏ ⵉⴼⵔⴰⵏ Afrag Anamur n Ifran) ist ein Nationalpark in Marokko.

## Lage
Der aus mehreren getrennten Teilen bestehende Naturpark liegt im Zentrum Marokkos nordwestlich, östlich und südlich der Stadt Ifrane am Westrand des Mittleren Atlas. Im Süden des Nationalparks befinden sich die beiden erloschenen Vulkankrater des Jbel Hebri und des Jbel Mischliffen. 

## Nationalpark
Der Park bedeckt 518 Quadratkilometer Fläche und beherbergt die größten Zedern- und Steineichen-Wälder Marokkos. Darüber hinaus ist er ein wichtiges Refugium für Berberaffen. Insgesamt leben im Nationalpark 37 Säugetier- und etwa 140 Vogelarten; zu den ersteren gehört der im Jahr 1990 wiederangesiedelte Berberhirsch. Zum Park gehören auch zwei kleine Bergseen ( Dayet Aoua und Aguelmam Afennourir) und mehrere kleinere Wasserfälle (cascades) beim Dorf Zaouia d’Ifrane.